# Arrouède
Arrouède (Arroeda en gascon) est une commune française située dans le sud du département du Gers en région Occitanie. Sur le plan historique et culturel, la commune est dans le pays d'Astarac, un territoire du sud gersois très vallonné, au sol argileux, qui longe le plateau de Lannemezan.
Exposée à un climat océanique altéré, elle est drainée par le Gers et par divers autres petits cours d'eau. La commune possède un patrimoine naturel remarquable composé d'une zone naturelle d'intérêt écologique, faunistique et floristique.
Arrouède est une commune rurale qui compte 86 habitants en 2022, après avoir connu un pic de population de 359 habitants en 1831.  Ses habitants sont appelés les Arrouédais ou  Arrouédaises.

## Géographie

### Localisation
La commune d'Arrouède se situe dans le sud-est du canton de Masseube et dans l'arrondissement de Mirande, entre les vallées du Gers et de l'Arrats. Arrouède est à une distance de 12 km de Masseube et à 34 km de Mirande.

### Communes limitrophes
Les communes limitrophes sont  Bézues-Bajon, Cap d'Astarac, Chélan, Manent-Montané, Mont-d'Astarac et Panassac.
|        | Panassac       | Bézues-Bajon                        |
| Chélan | Arrouède       | Cabas-Loumassès                     |
|        | Mont-d'Astarac | Manent-Montané (par un quadripoint) |

### Géologie et relief
Arrouède se situe en zone de sismicité 2 (sismicité faible).

### Hydrographie

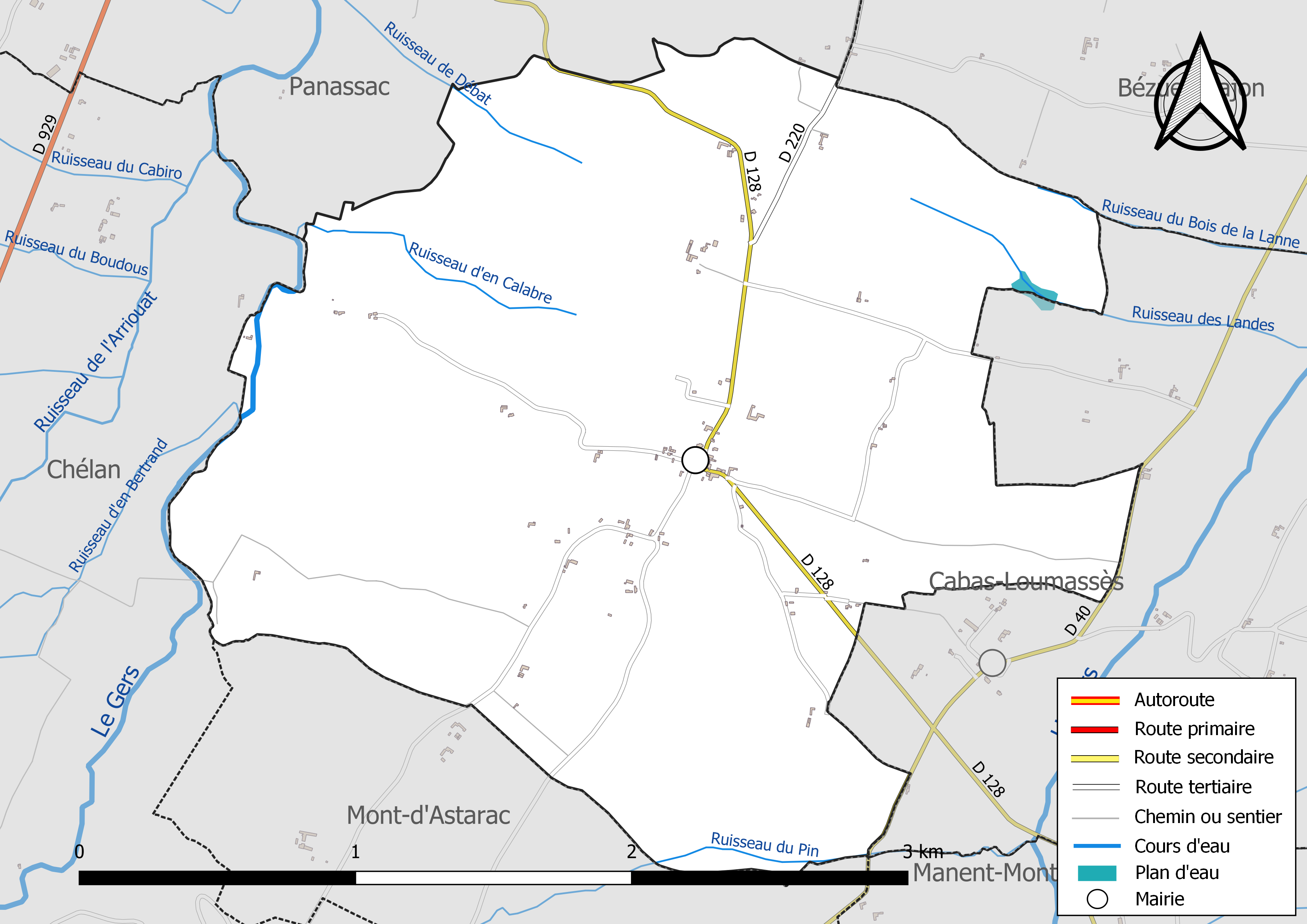
Réseaux hydrographique et routier d'Arrouède.

La commune est dans le bassin de la Garonne, au sein du bassin hydrographique Adour-Garonne. Elle est drainée par le Gers, le ruisseau de Débat, le ruisseau d'en Calabre, le ruisseau des Landes, le ruisseau du Bois de la Lanne et le ruisseau du Pin, qui constituent un réseau hydrographique de 4 km de longueur totale,.
Le Gers, d'une longueur totale de 175,4 km, prend sa source dans la commune de Lannemezan et s'écoule vers le nord. Il traverse la commune et se jette dans la Garonne à Layrac, après avoir traversé 47 communes.

### Climat
Pour des articles plus généraux, voir Climat de l'Occitanie et Climat du Gers.
En 2010, le climat de la commune est de type climat océanique altéré, selon une étude s'appuyant sur une série de données couvrant la période 1971-2000. En 2020, Météo-France publie une typologie des climats de la France métropolitaine dans laquelle la commune est exposée à un climat de montagne ou de marges de montagne et est dans la région climatique Pyrénées centrales, caractérisée par une pluviométrie annuelle de 1 000 à 1 200 mm.
Pour la période 1971-2000, la température annuelle moyenne est de 12,6 °C, avec une amplitude thermique annuelle de 14,8 °C. Le cumul annuel moyen de précipitations est de 840 mm, avec 10,2 jours de précipitations en janvier et 6,4 jours en juillet. Pour la période 1991-2020, la température moyenne annuelle observée sur la station météorologique la plus proche, située sur la commune de Castelnau-Magnoac à 10 km à vol d'oiseau, est de 12,7 °C et le cumul annuel moyen de précipitations est de 876,6 mm,. Pour l'avenir, les paramètres climatiques de la commune estimés pour 2050 selon différents scénarios d’émission de gaz à effet de serre sont consultables sur un site dédié publié par Météo-France en novembre 2022.

### Milieux naturels et biodiversité

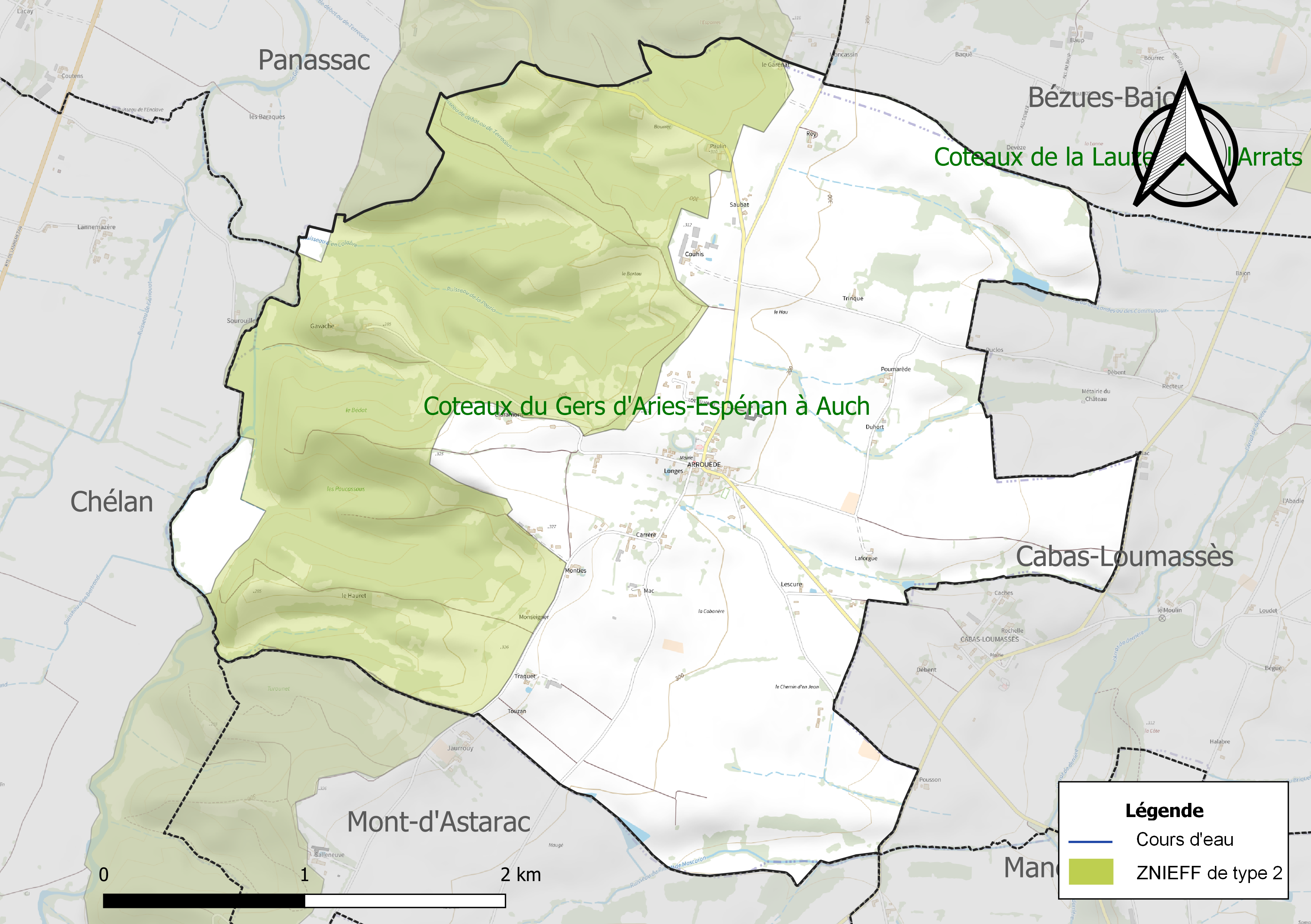
Carte de la ZNIEFF de type 2 localisée sur la commune.

L’inventaire des zones naturelles d'intérêt écologique, faunistique et floristique (ZNIEFF) a pour objectif de réaliser une couverture des zones les plus intéressantes sur le plan écologique, essentiellement dans la perspective d’améliorer la connaissance du patrimoine naturel national et de fournir aux différents décideurs un outil d’aide à la prise en compte de l’environnement dans l’aménagement du territoire.
Une ZNIEFF de type 2 est recensée sur la commune :
les « coteaux du Gers d'Aries-Espénan à Auch » (13 191 ha), couvrant 31 communes dont 28 dans le Gers et trois dans les Hautes-Pyrénées.

## Urbanisme

### Typologie
Au 1er janvier 2024, Arrouède est catégorisée commune rurale à habitat très dispersé, selon la nouvelle grille communale de densité à sept niveaux définie par l'Insee en 2022.
Elle est située hors unité urbaine et hors attraction des villes,.

### Occupation des sols
L'occupation des sols de la commune, telle qu'elle ressort de la base de données européenne d’occupation biophysique des sols Corine Land Cover (CLC), est marquée par l'importance des territoires agricoles (70,4 % en 2018), une proportion identique à celle de 1990 (70,4 %). La répartition détaillée en 2018 est la suivante : 
terres arables (41,1 %), forêts (29,6 %), zones agricoles hétérogènes (29,3 %). L'évolution de l’occupation des sols de la commune et de ses infrastructures peut être observée sur les différentes représentations cartographiques du territoire : la carte de Cassini (XVIIIe siècle), la carte d'état-major (1820-1866) et les cartes ou photos aériennes de l'IGN pour la période actuelle (1950 à aujourd'hui).

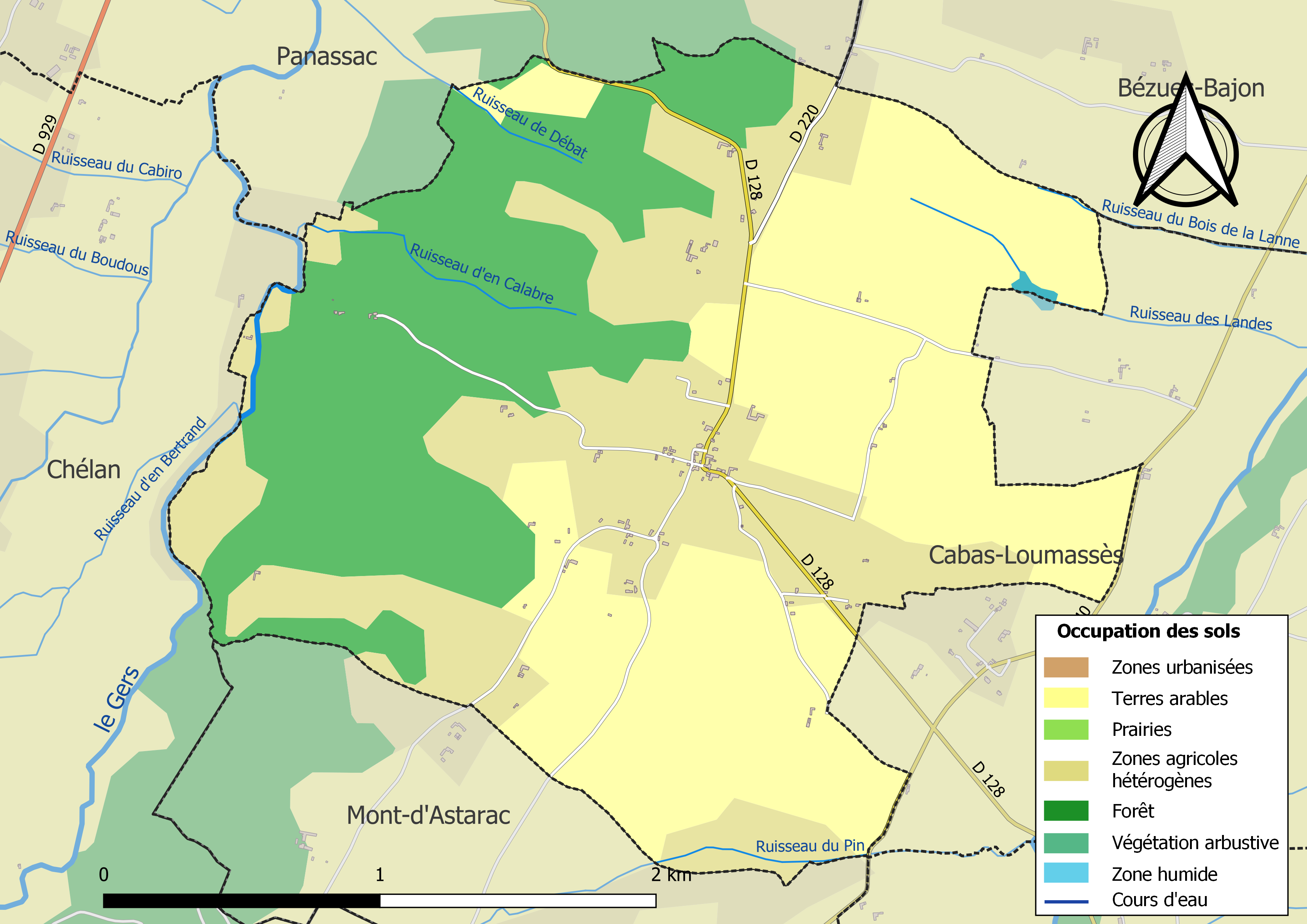
Carte des infrastructures et de l'occupation des sols de la commune en 2018 (CLC).

### Risques majeurs
Le territoire de la commune d'Arrouède est vulnérable à différents aléas naturels : météorologiques (tempête, orage, neige, grand froid, canicule ou sécheresse), inondations et séisme (sismicité faible). Un site publié par le BRGM permet d'évaluer simplement et rapidement les risques d'un bien localisé soit par son adresse soit par le numéro de sa parcelle.
Certaines parties du territoire communal sont susceptibles d’être affectées par le risque d’inondation par débordement de cours d'eau, notamment le Gers. La cartographie des zones inondables en ex-Midi-Pyrénées réalisée dans le cadre du XIe Contrat de plan État-région, visant à informer les citoyens et les décideurs sur le risque d’inondation, est accessible sur le site de la DREAL Occitanie. La commune a été reconnue en état de catastrophe naturelle au titre des dommages causés par les inondations et coulées de boue survenues en 1999 et 2009,.

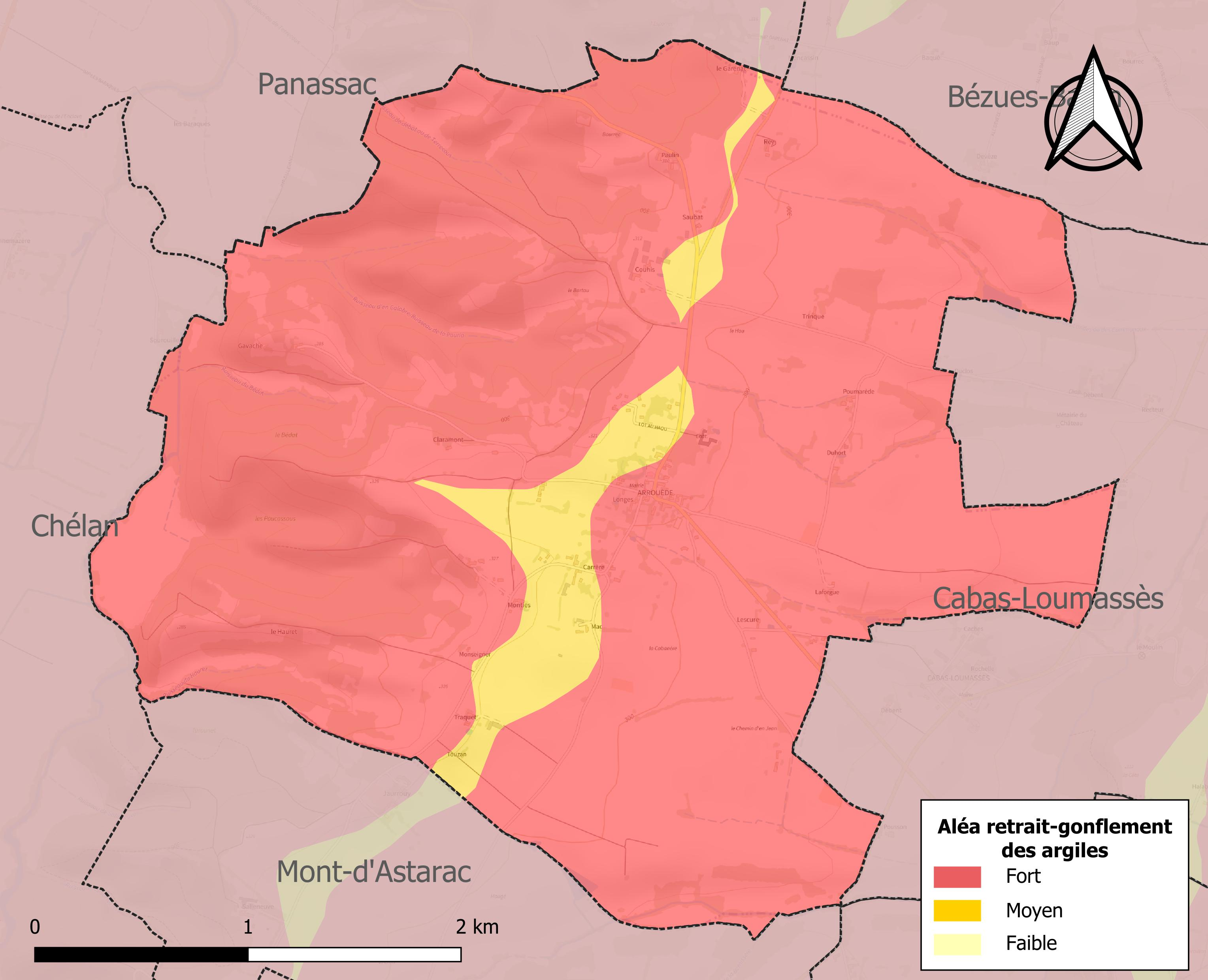
Carte des zones d'aléa retrait-gonflement des sols argileux d'Arrouède.

Le retrait-gonflement des sols argileux est susceptible d'engendrer des dommages importants aux bâtiments en cas d’alternance de périodes de sécheresse et de pluie. La totalité de la commune est en aléa moyen ou fort (94,5 % au niveau départemental et 48,5 % au niveau national). Sur les 60 bâtiments dénombrés sur la commune en 2019, 60 sont en aléa moyen ou fort, soit 100 %, à comparer aux 93 % au niveau départemental et 54 % au niveau national. Une cartographie de l'exposition du territoire national au retrait gonflement des sols argileux est disponible sur le site du BRGM,.
Par ailleurs, afin de mieux appréhender le risque d’affaissement de terrain, l'inventaire national des cavités souterraines permet de localiser celles situées sur la commune.
Concernant les mouvements de terrains, la commune a été reconnue en état de catastrophe naturelle au titre des dommages causés par la sécheresse en 1989 et 2017 et par des mouvements de terrain en 1999.

## Politique et administration

### Liste des maires

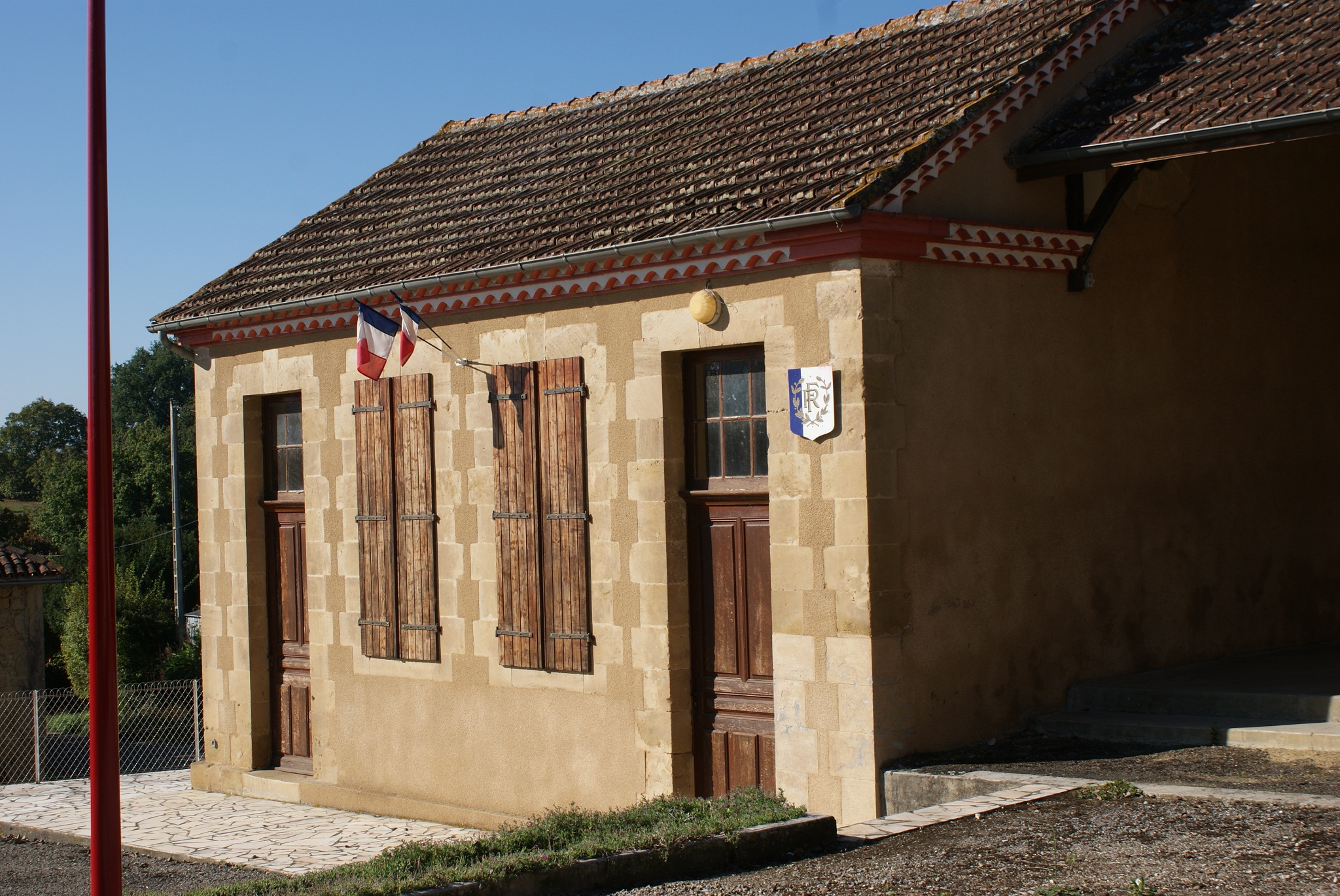
La mairie d'Arrouède.

| Période                                  | Période  | Identité           | Étiquette | Qualité           |
| ---------------------------------------- | -------- | ------------------ | --------- | ----------------- |
| avant 1981                               | ?        | Charles Arrouy     | PCF       |                   |
| 2001                                     | 2008     | René Couzinet      | DVG       |                   |
| 2008                                     | 2020     | Michel Ducos       | DVG       | Chef d'entreprise |
| 2020                                     | En cours | Christophe Séreuse |           | Entrepreneur      |
| Les données manquantes sont à compléter. |          |                    |           |                   |

## Population et société

### Démographie
L'évolution du nombre d'habitants est connue à travers les recensements de la population effectués dans la commune depuis 1793. Pour les communes de moins de 10 000 habitants, une enquête de recensement portant sur toute la population est réalisée tous les cinq ans, les populations de référence des années intermédiaires étant quant à elles estimées par interpolation ou extrapolation. Pour la commune, le premier recensement exhaustif entrant dans le cadre du nouveau dispositif a été réalisé en 2005.

En 2022, la commune comptait 86 habitants, en évolution de −21,1 % par rapport à 2016 (Gers : +1,04 %, France hors Mayotte : +2,11 %).
| 1793 | 1800 | 1806 | 1821 | 1831 | 1841 | 1846 | 1851 | 1856 |
| ---- | ---- | ---- | ---- | ---- | ---- | ---- | ---- | ---- |
| 281  | 258  | 279  | 331  | 359  | 328  | 333  | 291  | 297  |

| 1861 | 1866 | 1872 | 1876 | 1881 | 1886 | 1891 | 1896 | 1901 |
| ---- | ---- | ---- | ---- | ---- | ---- | ---- | ---- | ---- |
| 307  | 293  | 258  | 251  | 242  | 245  | 208  | 222  | 204  |

| 1906 | 1911 | 1921 | 1926 | 1931 | 1936 | 1946 | 1954 | 1962 |
| ---- | ---- | ---- | ---- | ---- | ---- | ---- | ---- | ---- |
| 187  | 189  | 160  | 165  | 166  | 149  | 129  | 117  | 108  |

| 1968 | 1975 | 1982 | 1990 | 1999 | 2005 | 2006 | 2010 | 2015 |
| ---- | ---- | ---- | ---- | ---- | ---- | ---- | ---- | ---- |
| 94   | 81   | 77   | 70   | 78   | 81   | 82   | 90   | 104  |

| 2020 | 2022 | - | - | - | - | - | - | - |
| ---- | ---- | - | - | - | - | - | - | - |
| 89   | 86   | - | - | - | - | - | - | - |

### Enseignement

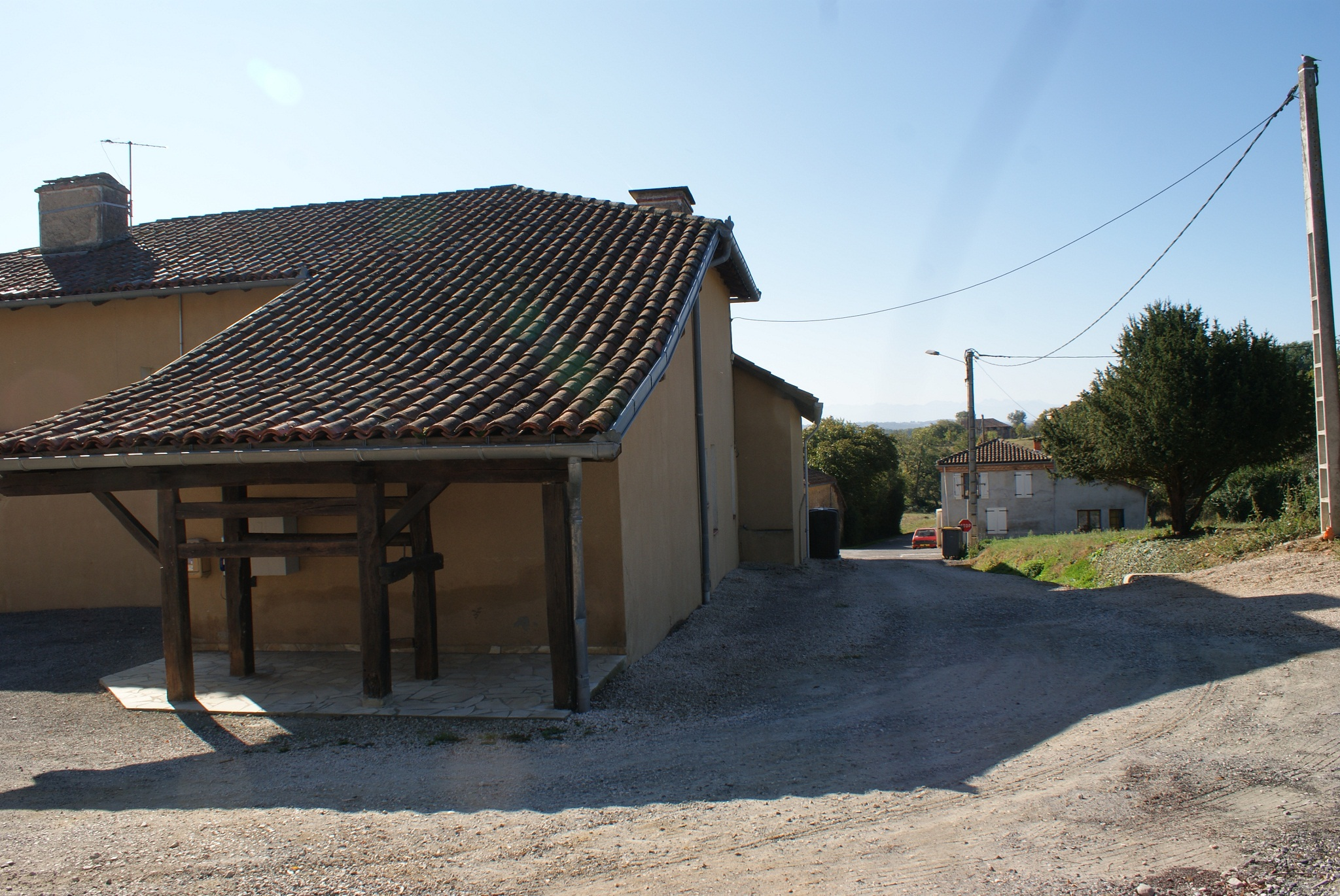

Il n'y a pas d'école à Arrouède.

### Manifestations culturelles et festivités
- Fête communale : 2e dimanche de septembre[28].

## Économie

### Emploi
|                | 2008   | 2013  | 2018  |
| -------------- | ------ | ----- | ----- |
| Commune        | 18,4 % | 7,1 % | 3,8 % |
| Département    | 6,1 %  | 7,5 % | 8,2 % |
| France entière | 8,3 %  | 10 %  | 10 %  |

En 2018, la population âgée de 15 à 64 ans s'élève à 60 personnes, parmi lesquelles on compte 65,4 % d'actifs (61,5 % ayant un emploi et 3,8 % de chômeurs) et 34,6 % d'inactifs,. En  2018, le taux de chômage communal (au sens du recensement) des 15-64 ans est inférieur à celui de la France et du département, alors qu'en 2008 la situation était inverse.
La commune est hors attraction des villes,. Elle compte 10 emplois en 2018, contre 15 en 2013 et 6 en 2008. Le nombre d'actifs ayant un emploi résidant dans la commune est de 41, soit un indicateur de concentration d'emploi de 25,7 % et un taux d'activité parmi les 15 ans ou plus de 46,8 %.
Sur ces 41 actifs de 15 ans ou plus ayant un emploi, 10 travaillent dans la commune, soit 26 % des habitants. Pour se rendre au travail, 80 % des habitants utilisent un véhicule personnel ou de fonction à quatre roues, 2,9 % s'y rendent en deux-roues, à vélo ou à pied et 17,1 % n'ont pas besoin de transport (travail au domicile).

### Activités hors agriculture
12 établissements sont implantés  à Arrouède au 31 décembre 2019.
Le secteur de la construction est prépondérant sur la commune puisqu'il représente 33,3 % du nombre total d'établissements de la commune (4 sur les 12 entreprises implantées  à Arrouède), contre 14,6 % au niveau départemental.

### Agriculture
|               | 1988 | 2000 | 2010 | 2020 |
| ------------- | ---- | ---- | ---- | ---- |
| Exploitations | 8    | 7    | 7    | 4    |
| SAU (ha)      | 237  | 190  | 200  | 220  |

La commune est dans l'Astarac, une petite région agricole englobant tout le Sud du départementle centre-nord du département du Gers, un quart de sa superficie, et correspond au pied de lʼéventail gascon. En 2020, l'orientation technico-économique de l'agriculture  sur la commune est l'élevage bovin, orientation lait. Quatre exploitations agricoles ayant leur siège dans la commune sont dénombrées lors du recensement agricole de 2020 (huit en 1988). La superficie agricole utilisée est de 220 ha,,.

## Culture locale et patrimoine

### Lieux et monuments
- Église Saint-Pierre.
- Site castral d'Arrouède : enclos fossoyé visible à l'ouest de l'église Saint-Pierre, qui correspondrait au premier site de la demeure seigneuriale d'Arrouède, avant son déplacement au XVIe siècle à l'emplacement de l'actuel château. Fossés de 8 à 13 m de large et atteignant 4 m de profondeur[32].
- Château d'Arrouède, fin XVIIe - début XVIIIe siècle. Corps de logis d'un étage disposé en retour d'équerre à l'est et au sud d'un cour fermée des deux autres côtés par les communs[33]. Propriété privée, ne se visite pas.

### Personnalités liées à la commune
- Bernard de Panassac, l'un des fondateurs de l'Académie des Jeux floraux  à Toulouse ;
- les familles de Castelbajac, de Béon du Massès et de Valence-Timbrune, propriétaires de la terre d'Arrouède aux XVIe, XVIIe et XVIIIe siècles ;
- Marie-Vincentine de Lévis-Mirepoix, marquise de Polastron-Lahilière, décédée et inhumée à Arrouède en 1835 ;
- Jean-Baptiste Paul de La Marque-Marca, enterré au cimetière d'Arrouède, et sa fille Clotilde de La Marque-Marca ;
- Léon Campardon (1869 - 1956) ;
- L'abbé Glory (1906 - 1966), célèbre archéologue et spéléologue, est décédé accidentellement à Arrouède.